# Pismo modi

Wers marackiego poematu Dźńaneśwari w piśmie modi

Pismo modi – alfabet sylabiczny, powstały w XVII w. i stosowany do zapisu języka marathi w środkowych Indiach. Po uzyskaniu przez Indie niepodległości został zastąpiony przez pismo dewanagari.